# Сергій Марен
Сергій Марен (справжнє ім'я — Пономаренко Сергій Сергійович, нар. 8 липня 1991, м. Жовті Води, Україна) — сучасний український драматург.

## Життєпис
Навчався в Гуманітарній гімназії ім. Лесі Українки. У 2012 році вступив до Луганської державної академії культури і мистецтв (ЛДАКМ) за спеціальністю актор драматичного театру та кіно. У 2014 році з початком російсько-української війни переїхав до Києва, де і закінчив навчання. З 2016 рік працював актором та драматургом в київському театрі «Особистості».
Сергій Марен є яскравим представником нового покоління українських драматургів. Його творчість зосереджена на актуальних темах, таких як соціальні та психологічні конфлікти, які хвилюють українське суспільство. Крім того, його роботи є важливими для розвитку театру як засобу суспільного діалогу. [джерело?]

### Вистави за п'єсами Сергія Марена
- 2015 — «Червоний капелюшок» (Ніжинський академічний український драматичний театр імені М. Коцюбинського
- 2016 — «Червоний капелюшок» (Луганський обласний академічний український музично-драматичний театр)
- 2019 — «Коза-дереза» (театральна дитяча студія «Лорнет»)
- 2019 — «День тиші» (реж. Анна Козирицька, Театр «Особистості», м. Київ)
- 2020 — «Бракований рай» (реж. Наталія Сиваненко, Театр «Особистості», м. Київ)[1]
- 2021 — «Ідеальний рецепт», (реж. Марія Мага, Театр «Особистості», м. Київ)[2]
- 2022 — «Вихід» за п'єсою «Алло» (реж. Марго Савенко, Театр «Драміком»[3]
- 2023 — «Алло» (реж. Ангеліна Трушевська, Театр сучасної драми і комедії)
- 2024 — «Обережно з бажаннями» за п'єсою «Венеційський столик» (реж. Олександра Кравченко, театр «Veritas», м. Київ)
- 2024 — «Бракований рай» (реж. Олена Горбунова, Кіровоградський академічний обласний український музично-драматичний театр ім. М. Л. Кропивницького[4]
- 2024 — «Алло» (реж. Марго Савенко, Чернігівський обласний академічний український музично-драматичний театр імені Тараса Шевченка)[5]
- 2024 — «Алло» (Івано-Франківський національний академічний драматичний театр імені Івана Франка[6]
- 2024 — «Алло» (реж. Марго Савенко, Закарпатський академічний обласний український музично-драматичний театр імені братів Юрія-Августина та Євгена Шерегіїв, м. Ужгород)[7],
- 2024 — «Децима» (Театр ДГУ, м. Дніпро)
- 2024 — «Децима» (реж. Володимир Московченко, Луганський обласний академічний український музично-драматичний театр, м. Суми)[8],
- 2025 — «Алло» (Тернопільський академічний обласний драматичний театр імені Т. Г. Шевченка)